# Jablonowo (Transbaikalien)
Jablonowo (russisch Я́блоново) ist eine Siedlung städtischen Typs in der Region Transbaikalien in Russland mit 752 Einwohnern (Stand 14. Oktober 2010).

## Geographie
Der Ort liegt gut 50 km Luftlinie südwestlich der Regionshauptstadt Tschita an der südöstlichen Flanke des Jablonowygebirges. Er befindet sich am Flüsschen Sun-Kuka, das sich einige Kilometer südöstlich mit der Barun-Kuka zum linken Ingoda-Nebenfluss Kuka vereinigt.
Jablonowo gehört zum Rajon Tschitinski, ebenfalls mit Sitz in Tschita. Die Siedlung ist Sitz der Stadtgemeinde Jablonowskoje gorodskoje posselenije, zu der außerdem die Stationssiedlung Kuka (13 km südöstlich) gehört.

## Geschichte
Die Siedlung entstand um 1900 im Zusammenhang mit dem Bau der Transsibirischen Eisenbahn und wurde nach dem Gebirge benannt. Seit 1940 besitzt Jablonowo den Status einer Siedlung städtischen Typs.

### Bevölkerungsentwicklung
| Jahr | Einwohner |
| ---- | --------- |
| 1959 | 2041      |
| 1970 | 1629      |
| 1979 | 1102      |
| 1989 | 984       |
| 2002 | 835       |
| 2010 | 752       |

Anmerkung: Volkszählungsdaten

## Verkehr
Jablonowo liegt an der auf diesem Abschnitt seit 1974 elektrifizierten Transsibirischen Eisenbahn (Stationsname Jablonowskaja; Streckenkilometer 6119 ab Moskau). Etwa 8 km westlich der Siedlung wird der 1040 m hohe Jablonowy-Pass überquert, der den höchstgelegenen Punkt der gesamten Strecke darstellt.
Nördlich am Ort führt die Lokalstraße 76N-023 die etwa 20 km östlich bei Nowaja Kuka von der Fernstraße R258 Baikal (Irkutsk – Tschita) abzweigt und der Bahnstrecke über mehr als 200 km über Mogson nach Chilok folgt.